# Hoplocorypha montana
Hoplocorypha montana är en bönsyrseart som beskrevs av Giglio-tos 1913. Hoplocorypha montana ingår i släktet Hoplocorypha och familjen Thespidae. Inga underarter finns listade i Catalogue of Life.